# Belfeld
Belfeld est un village situé dans la commune néerlandaise de Venlo, dans la province du Limbourg. Le 1er janvier 2009, le village comptait 5 893 habitants. Belfeld est situé sur la Meuse.

## Histoire
Belfeld a été une commune indépendante jusqu'au 1er janvier 2001. À cette date, elle est supprimée et rattachée à Venlo.